# Fernando Carrere
Fernando Carrere (* 31. Dezember 1909 in Mexiko-Stadt, Mexiko; † 2. September 1998 in Los Angeles) war ein mexikanischstämmiger US-Filmarchitekt.

## Leben
Carrere wurde in der mexikanischen Hauptstadt als Sohn spanisch-französischer Eltern geboren. Bereits in jungen Jahren kam er in die USA. Dort knüpfte er über seinen älteren Bruder Edward Carrere Kontakt zum Filmgeschäft und diente sich vom Requisiteur und Ausstatter zum Filmarchitekten bzw. Szenenbildner hoch.
Erst spät, Mitte der 1950er Jahre, erhielt Carrere hochklassige Aufträge angeboten. Anfänglich gestaltete er unter dem Chefdesigner Rudolph Sternad vor allem die Filmbauten zu mehreren ambitionierten Großproduktionen Stanley Kramers. In den 1960er Jahren kam es zu einer engen Zusammenarbeit mit dem Regisseur Blake Edwards, zu dessen turbulenten Komödien Der rosarote Panther, Das große Rennen rund um die Welt und Der Partyschreck er gleichfalls die Dekorationen schuf. Noch zu Beginn desselben Jahrzehnts zeichnete Carrere auch für die Bauten zu John Sturges’ Weltkriegs-Fluchtdrama Gesprengte Ketten und William Wylers Verleumdungsmelodram Infam verantwortlich. Für die Entwürfe zu dem letztgenannten Schwarzweißfilm erhielt er eine Oscar-Nominierung.
In den 1970er Jahren arbeitete Fernando Carrere nur noch unregelmäßig, ehe er sich zum Ende des Jahrzehnts 70-jährig altersbedingt ins Privatleben zurückzog.

## Filmografie
- 1955: Pantherkatze (New York Confidential)
- 1956: Stolz und Leidenschaft (The Pride and the Passion)
- 1958: Rivalen (Kings Go Forth)
- 1958: Flucht in Ketten (The Defiant Ones)
- 1959: Das letzte Ufer (On the Beach)
- 1960: Zahl oder stirb (Pay or Die)
- 1961: Der Herrscher von Cornwall (Jack the Giant Killer)
- 1961: Der Gefangene von Alcatraz (Birdman of Alcatraz)
- 1961: Infam (The Children’s Hour)
- 1962: Gesprengte Ketten (The Great Escape)
- 1963: Die Saat der Liebe (The Young Lovers)
- 1963: Der rosarote Panther (The Pink Panther)
- 1964: Das große Rennen rund um die Welt (The Great Race)
- 1966: Was hast du denn im Krieg gemacht, Pappi? (What Did You Do in the War, Daddy?)
- 1966: Wasserloch Nr. 3 (Waterhole No. 3)
- 1967: Gunn
- 1967: Der Partyschreck (The Party)
- 1969: Darling Lili
- 1972: Der große Coup (Charley Varrick)
- 1975: Cash – Die unaufhaltsame Karriere des Gefreiten Arsch (Whiffs)
- 1975: Ich will, ich will… vielleicht? (I Will… I Will… For Now)
- 1976: Panache (Fernsehfilm)
- 1978: Convoy
- 1979: Der letzte Countdown (The Final Countdown)

## Einzelnachweis
1. ↑  Das oftmals angegebene Geburtsjahr 1910 ist falsch. 1909 wird sowohl von Kay Wenigers Das große Personenlexikon des Films als auch vom Social Security Death Index angegeben.

| Personendaten    | Personendaten                            |
| ---------------- | ---------------------------------------- |
| NAME             | Carrere, Fernando                        |
| KURZBESCHREIBUNG | mexikanisch-amerikanischer Filmarchitekt |
| GEBURTSDATUM     | 31. Dezember 1909                        |
| GEBURTSORT       | Mexiko-Stadt, Mexiko                     |
| STERBEDATUM      | 2. September 1998                        |
| STERBEORT        | Los Angeles, Vereinigte Staaten          |